# Зачепилівка (станція)
Зачепилівка — проміжна залізнична станція Дніпровської дирекції Придніпровської залізниці на неелектрифікованій лінії Самар-Дніпровський — Леб'яже між станціями Берестин (4 км) та Бузівка (15 км). Розташована в селі Нагірне Берестинського району Харківської області.

## Пасажирське сполучення
На станції Зачепилівка зупиняються приміські поїзди сполученням Дніпро — Берестин.